# Salomonkakadu
Salomonkakadu (latin: Cacatua ducorpsii) er en fugl i familien kakaduer i ordenen papegøjer, der lever på Salomonøerne.